# Armistizio di Klein-Schnellendorf
L'armistizio di Klein-Schnellendorf fu un accordo segreto siglato con la mediazione inglese tra la Prussia e l'Austria il 9 ottobre 1741, durante la Prima Guerra di Slesia.
Dopo la vittoria ottenuta da Federico II sugli austriaci a Mollwitz (10 aprile 1741) Maria Teresa, minacciata da una coalizione composta da Francia, Spagna e Baviera, dovette accettare di stipulare con i prussiani una tregua nel castello di Klein-Schnellendorf. All'incontro parteciparono i generali austriaci von Neipperg e Lentulus, il colonnello Goltz e l'ambasciatore inglese Hyndford. L'accordo concedeva a Federico tutta la Bassa Slesia. Tuttavia, i successi ottenuti dagli Asburgo contro i francesi e i bavaresi in seguito all'armistizio allarmarono Federico II, che all'inizio del 1742 invase la Moravia, regione a sud della Slesia sotto il dominio austriaco. La vittoria ottenuta da Federico II a Chotusitz costrinse Maria Teresa a cedere quasi tutta la Slesia ai prussiani con la Pace di Berlino del 28 luglio 1742.